# SNCF BB 63500 sorozat
Az SNCF BB 63500 sorozat egy francia Bo'Bo' tengelyelrendezésű, dízel-villamos erőátvitelű dízelmozdony-sorozat. 1956 és 1971 között összesen 580 db-ot gyártott a BL-SACM az SNCF részére.